# دانشگاه پیرئوس
دانشگاه پیرِئوس (به لاتین: University of Piraeus) یک دانشگاه در یونان است که در پیرئاس واقع شده‌است.